# 티모시 웨버
티모시 웨버(Timothy Webber)는 캐나다의 배우, 텔레비전 배우이다. 세인트존스에서 태어났다.

## 방송
- 원스 어폰 어 타임 4
- 시더 코브 시즌2
- 시더 코브 시즌1
- 멘 인 트리스 시즌2
- 멘 인 트리스 시즌1

## 영화
- 라이트 오브 마이 라이프 (2018년) - 레미 역
- 혹성탈출: 종의 전쟁 (2017년) - 엘더 역
- 7번째 아들 (2015년) - 말콤 역
- 아프칸 솔져스 (2011년)
- 혹성탈출: 진화의 시작 (2011년) - 청소부 - 스탠 팀코 역
- 앨리스 (2009년)
- 결혼 생활 (2008년)
- 맨 인 트리 (2006년)
- 세이빙 밀리 (2005년)
- 더티 댄싱 2 (2003년) - 제리 역
- 테이큰 (2002년)
- 싸이퍼 (2002년)
- 네고시에이터 2 (2000년)
- 콜드 스쿼드 (1998년) - 데스몬드 케이지 역
- 제3의 눈 (1995년)
- 마지막 연인 (1994년)
- 캡티브 (1991년)
- 나의 집을 찾아서 (1988년)
- 심야의 마티니 (1988년)
- 모던스 (1988년)
- 13일의 금요일 - TV 시리즈 (1987년)
- 대지의 딸 (1987년)
- 루이스와 아기 바구니 (1984년)
- 호그 와일드 (1980년)
- 공포의 수학 열차 (1980년)
- 프라이즈파이터 (1979년) - 브래드쇼 역